# Mkoani
Mkoani  este un oraș  în  Tanzania, localizat pe insula Pemba. Este reședința  regiunii Pemba South.